# Johann Baptist Rudolph Kutschker
Johann Baptist Rudolph Kutschker, avstrijski rimskokatoliški duhovnik, škof in kardinal, * 11. april 1810, Seifersdorf, † 27. januar 1881.

## Življenjepis
21. aprila 1833 je prejel duhovniško posvečenje.
7. aprila 1862 je bil imenovan za pomožnega škofa Dunaja in za naslovnega škofa Karhaje; 11. maja istega leta je prejel škofovsko posvečenje.
12. januarja 1876 je postal nadškof Dunaja; potrjen je bil 3. aprila in ustoličen je bil 30. aprila istega leta.
22. junija 1877 je bil povzdignjen v kardinala in imenovan za kardinal-duhovnika S. Eusebio.